# コンバットライブス
『コンバットライブス』 (THE COMBATRIBES) は、1990年にテクノスジャパンから稼働されたアーケード用ベルトスクロールアクションゲーム。

## 概要
テクノスジャパンの看板作品である『熱血硬派くにおくん』（1986年）、『ダブルドラゴン』（1987年）に続く、テクノスジャパンのベルトスクロール式アクションゲーム。バーサーカー、ブローヴァ、ブリッツの3人を主人公とし、ニューヨークを舞台に闘いが繰り広げられる。
題名にもなっている「コンバットライブス」は「コンバット（戦闘）」と「トライブ（種族）」を組み合わせた造語であり、主人公3人のことを指す。
1990年に稼働開始したアーケード版は、当時のテクノスジャパンが手がけるゲームとしては大容量の80メガのロムカートリッジを使用し、背景のビデオモニターにボスの顔が写るなど、映像面で凝った演出が施されていた。通常は2人同時プレイだが、DIPスイッチの設定によっては3人同時プレイが可能になる（日本国外版は3人同時プレイ固定仕様）。
アーケード版ではコイン（硬貨）を入れるとプレイヤーキャラクターの体力が回復する。この為、次のプレイの予約の意味でコインを入れたつもりが、使用中のプレイヤーキャラクターの体力が回復して仰天するというケースもあった。
本作の版権は後にミリオンが所有し、さらに後になってアークシステムワークスに継承された。

## システム
プレイヤーは、「狂戦士」バーサーカー （バランス型）、「大斧」ブローヴァ （パワー型）、「雷撃」ブリッツ （スピード型）の3人の中から1人を選択してゲームを進める。
プレイヤーキャラクターの体力はメーター制であり、体力が尽きるとゲームオーバーとなる。
基本は、パンチ、キックの2ボタンと8方向レバーで操作する。
ダッシュ中は体に攻撃判定があり、体当たりができる。ダッシュ中に攻撃ボタンで、それぞれのキャラクターが持つダッシュ攻撃を出せる。
キャラクターの技は素手による格闘を中心とする一方、相手に馬乗りになったり、頭上から敵を投げたり、敵の足をつかんで振り回すといった派手な技も存在する。ただし、一部のステージでは、つかんだ際に反撃してくる雑魚キャラクターも登場する。
アーケード版ではバイク、ゲーム台、ゴーカートの3種類のいずれかが置いてあり、持ち上げて敵に投げつけることが出来る。投げた武器を食らうと敵はダウンするが、爆発し、二度と使えなくなる。なお、投げたときに当たらなくても、爆発に巻き込まれれば敵はダウンする。
敵がダウンするとき、吹っ飛び中の敵の体は地面に付くまで攻撃判定があり、すぐ後ろにいる敵を将棋倒しのようにダウンさせることができる。また、敵がダッシュしているときは一撃でダウンさせることが出来る。
プレイヤーキャラクターには必殺技がなく、ステージ内には回復アイテムも存在しない。

## ストーリー
悪の中心地が潜むニューヨークに行くまでに各地のギャング、暴走族、マフィアを倒してきたプロフィールが元陸軍以外不詳の3人が、犯罪組織「グラウンド・ゼロ」を壊滅させていく。また、COMBATRIBESとは、COMBAT（戦闘）とTRIBE（種族）の造語であり、3人の呼称である。

## ステージ構成
括弧内はスタート前に表示されるテロップ。
ACT 1（The Motorcycle Nuclear Warheads）
- タイムズスクエアの一角でファッツ率いる暴走族とのバトル。アーケード版では画面右端にある地下鉄の入り口に雑魚敵を放りこむ事が可能。アーケード版では1枚絵の背景だったが、SFC版では多重スクロールで立体感を取り入れて演出を強化している。

ACT 2（The Demon Clowns）
- コニーアイランドの遊園地でバトル。アーケード版では前半は広場、後半は鉄塔で戦う。ボスはサラマンダー。SFC版では後半の鉄塔はカットされている。

ACT 3（The Slash Skate Screamers）
- ローワー・イースト・サイドのディスコ「レキシントンキング」でバトル。アーケード版では前半は地上のフロア、後半は地下の会場で戦う。ボスはトラッシュ。SFC版では前半のフロアはカットされている。

ACT 4（The Stadium Barbarians）
- 野球場でのバトル。ボスはウインドウォーカー。

ACT5（The Slaughter Troops）
- グラウンド・ゼロの本拠地「1990ビル（SFC版では1991ビル）」でバトル。ボス戦では屋上のヘリポートから謎の男がヘリに乗って逃走する。ボスはスワスティカ。SFC版では、このステージで今までのボスが各階ごとに登場して戦うことになり、スワスティカとは会議室のような場所で対決する。

ACT 6（The Final Battle）
- 自由の女神がバックに見える荒れた海岸沿いの公園のような場所。謎の男が呼んだのか、今までのステージボスが順番に登場し、全員倒すとマーサとの対決になる。SFC版ではアーケード版ACT5のヘリポートでマーサと直接対決することになり、このステージは登場しない。

## キャラクター

### プレイヤーキャラクター
元アメリカ陸軍の軍人である主人公3人は、ニューヨークに来るまでに地方マフィアなどをいくつも壊滅させている。また、「コンバットライブス」とは彼らを示す言葉だが、自ら名乗ったわけではなく、自然と呼ばれるようになったという設定。
SFC版の対戦モードでは、3人は青白いエネルギー弾を放つことが出来る。
バーサーカー (Berserker)
青い服を着た金髪の白人。身長215cm。体重98kg。万能タイプで、スピードとパワーのバランスが良い。主要の技は3名共通。ダッシュ攻撃は飛び膝蹴り。決め攻撃（キック）は回し蹴り。ジャイアントスイングは2回転する。
ダッシュ攻撃の判定が弱めなので辛い戦いを強いられるが、1人プレイでの1コインクリアは十分可能である。SFC版ではダッシュ攻撃の性能が多少改善されているが、ストンピングの威力が最も弱くなってしまっている。
ブローヴァ (Bullova)
黄色い服を着た角刈りの黒人。身長208cm。体重106Kg。パワータイプで攻撃力が非常に高いが、動きは遅い。ダッシュ攻撃は相手に突っ込んでパンチする。決め攻撃（キック）はハイキック。また、彼のみパンチの決め攻撃はアッパーで相手を上に吹っ飛ばす性能を持つ（SFC版）。ジャイアントスイングは3回転以上する。パワー型なだけあって、アーケード版では人間やバイクなどを投げたとき最も遠くに届く。その反面、バイクなどの武器を投げる際は飛距離がありすぎて目の前にいる敵に当たらない欠点がある。
ストンピング以外ではジャンプする攻撃はなく、袋叩きにでもならない限り、そう簡単にはダウンしない。雑魚を一掃する際にはそのパワーやジャイアントスイング、ダッシュ攻撃の性能が本領を発揮する。しかし、移動スピードが遅すぎるため、慣れていてもボス敵に攻撃した後の反撃をほとんど避けられない。そのため1コインクリアは困難を極める上級者向けキャラクター。
ブリッツ (Blitz)
赤い服を着た長髪の東洋系。身長211cm。体重90Kg。スピードタイプで素早さは最高。しかし、攻撃力と防御力は低い。ダッシュ攻撃は飛び蹴り。決め攻撃（キック）はジャンプキックでブローヴァのアッパーと同様の性能があるが、身体が浮いているときに攻撃を受けるとダウンしてしまう。ジャイアントスイングは一回転。
移動スピードが最速でボス敵に攻撃した後の反撃をほとんど避けられるため、いわゆる初心者向けキャラクター。SFC版では三人の中で最も体力が少ない。ジャイアントスイングの威力が最も弱いので大勢の雑魚は若干苦手。バイクや人間を投げたときの飛距離は短い。

### 敵キャラクター
スーパーファミコン版では雑魚キャラクターの種類がアーケード版に比べると少ないが、スーパーファミコン版に登場している雑魚キャラクター達は対戦モードでは主人公3人やボスキャラクター達と同様に使用可能である。ただし、雑魚キャラクター達とボスキャラクター達は対戦モードを始める際にパスワードを入れないと選ぶ事が出来ない。

#### 雑魚キャラクター
名前のある雑魚はSFC版の対戦モードに登場する。なお、アーケード版のみに登場する雑魚は正式名称が不明なので、便宜上（仮名）を付けている。
ヘイト・スクワッド (H.SQUAD)
スキンヘッドの男。アーケード版ではステージ4に登場して、スパナ（攻撃されると手放す）を振り回す。SFC版では初めから素手な上に、容量の関係でカットされた雑魚キャラクターの替わりとして大半のステージに登場する。
リトル・フィッシュ (L.FISH)
頭にバンダナを巻いて、青い服を着たヒゲ面の暴走族。割れたビール瓶を武器に使う。アーケード版では攻撃されるとビール瓶を手放し、こちらが何度もビール瓶の攻撃を受けているとビール瓶が壊れて素手になることがある。ステージ1に登場する。
グリング・テラー (G.TERROR)
ステージ2に登場する白塗りのパントマイマーのような姿をした敵。武器はステッキ（アーケード版では攻撃されると手放す）で、他に飛び膝蹴りも使える。
キラー・クラウン (K.CLOWN)
ステージ2に登場するピエロ姿の敵。両手に持ったクラブを武器に使い、空中殺法でこちらを翻弄してくる。さらに受身を取るため、投げ技が一切通用しない。SFC版の対戦モードでは風船で一定時間宙に浮くことが出来る。
スピード・フリークス (S.FREAKS)
ローラーブレードでステージ中を駆け回る敵。ステージ3に登場する。ホッケーのスティック（アーケード版では攻撃を食らい続けると手放す）や飛び膝蹴りで攻撃するのだが、何人も連なってくると非常に厄介。その反面、ジャイアントスイングには当たりやすい。SFC版の対戦モードでは絶対に止まれない。
ホワイト・ライオット (W.RIOT)
ステージ4に登場するモヒカン頭の男。ナイフを武器に使い、足技も使う。ナイフはリーチが長く、威力も高いので注意が必要。さらに掴むと反撃してくるので投げ技が通用しない。アーケード版ではナイフを投げることがあるが、すぐに別のナイフを取り出すので素手にはならない。
エクスキューション (EXECUTION)
ステージ5に登場するライフルを持った軍人。ベレー帽を被り、緑の軍服を着ている。ライフルは画面端まで届き、弾道も見えないので銃を構えたら他のラインに逃げるのが有効。掴むと反撃するので投げられない。アメリカ版ではエンフォーサー(ENFORCER)という名前になっている。
チェーンバイカー（仮名）
SFC未登場のリトル・フィッシュの顔違いキャラクター。武器が鎖になっている以外はリトル・フィッシュと大差なし。ステージ1に登場する。服のカラーは黒。
ナイフアーミー（仮名）
SFC未登場のエクスキュージョンの顔違いキャラクター。武器はナイフで、SFC版のホワイト・ライオットと似た攻撃をする（ただし足技は普通のキックのみ）。他にナイフを思いっきり突いてダウンさせる攻撃もしてくる。掴むと反撃するので投げられない。ステージ5に登場する。軍服のカラーは青。
ストリートギャング（仮名）
SFC未登場の雑魚キャラクター。アーケード版の全ステージ共通で登場して、ステージ毎にカラーは異なる。Tシャツを着た男とタンクトップを着た男の2種類がいる。
能力は最弱で、ステージ固有の雑魚より弱い。しかし、接近されたまま放って置くと纏わり付いてこちらの動きを封じてくる。動きを封じられている間は、移動スピードが遅くなり、徐々に体力も減っていく。また、このとき攻撃ボタンを押しても纏わり付いている方を攻撃するため、他の敵に対して無防備になる。

#### ボスキャラクター
ファッツ (Fats)
タイムズスクエアを縄張りにする暴走族のボス。角材を振り回すが、動きは鈍い上に角材を落とされると弱くなってしまう。アーケード版では角材の攻撃を受け続けると、角材が壊れて無くなる（折れると言うより砕けるような感じ）。ダウン中にジャイアントスイングを仕掛けようとすると前に進んで逃げる。
アーケード版のステージ1では手下の運転するバイクに乗って登場する。SFC版の対戦モードでは素手になると高速の連続パンチが使えるようになる。
サラマンダー (Salamander)
コニーアイランドを仕切る「デーモン・クラウンズ」のボス。松明を持ち火吹きで攻撃してくるが、これを落とされると旋風脚などの体術を使う。
アーケード版のステージ2では煙の中からテレポートして現れる。SFC版の対戦モードでは一定時間姿を消す術が使える。
トラッシュ (Trash)
ローワー・イースト・サイドのディスコ「レキシントンキング」を仕切るパンクス。間合いを取ってハンマーを振り回す。しかも、どんなに攻撃を加えてもハンマーを決して手放さない。また、スピードも速く、間合いを詰め難い。アーケード版のステージ3では登場前、背景のモニターに彼の顔が映し出される。
ウインドウォーカー (Windwalker)
「スタジアム・バーバリアンズ」のボスのインディアンであり、スククーム族（実在しない）と呼ばれる部族の出身である。トマホークを振り回すが、これを落とされるとショルダータックルなどの体術を使う。
スワスティカ (Swastika)
肉体をサイボーグに改造した元軍人。機械化された手足や胸に収納されたバズーカで攻撃してくる。ダウンすると起き上がるときにロケットで有利な場所まで飛ぶ。
SFC版で明かされた本名はデビット。アメリカ版ではマスター・ブラスター(M. Blaster)という名前になっている。
マーサ・スプラッターヘッド (Martha Splatterhead)
脳以外は機械化された女性サイボーグ。稲妻をまとった攻撃を繰り出す最終ボス。どんなに攻撃を加えても受身をするので、体力が無くなるまでダウンしない。
アーケード版の彼女の登場シーンは、謎の男（後述）の背後にあるリムジンの窓から彼を撃ち殺し、ドアを蹴破って姿を現し、飛び降りてくる。この時、彼女には攻撃判定があるので当たるとダメージを食らう。アーケード版では複数でプレイしていると、何故かプレイヤーの数だけ登場する。
SFC版では「グラウンド・ゼロ」の首領。自分を改造した軍に復讐するため、スワスティカと共に「グラウンド・ゼロ」を組織する。デモを見る限りでは主人公の3人とは元々親しかった模様。SFC版のステージ6は彼女との直接対決となり、実質的にはスワスティカに続く2連戦となる。対決前の登場シーンは、どこからともなく空から降りてくる。マーサ・スプラッターヘッドという名は呼び名で、本名ではない。

#### その他
アーケード版のみに姿を見せる敵の協力者たち。プレイヤーキャラクターが倒すことはできない。
バイカー
ステージ1で姿を見せる。バイクに乗っていて、ファッツなどの暴走族メンバーを運んでくる。素早く逃げ去ってしまうので、倒せない。しかもプレイヤーキャラクターはバイクに追突されるとダメージを喰らう。
謎の男
ステージ5とステージ6で姿を見せる。全ての黒幕のような雰囲気を出しているスーツ姿の金髪白人。だがマーサとの戦いの直前に殺される。スーパーファミコン版にはまったく登場しないため、グラウンド・ゼロとの接点などは説明されていない。
不良スラッガー（仮名）
アーケード版のゲームデータの中にのみ存在している未登場のボスキャラクター。野球のユニフォームを着ている。釘バットのグラフィックが用意されている。

## 移植版
| No. | タイトル                                                  | 発売日                   | 対応機種                            | 開発元                  | 発売元                 | メディア                                       | 型式               | 備考                                     |
| --- | --------------------------------------------------------- | ------------------------ | ----------------------------------- | ----------------------- | ---------------------- | ---------------------------------------------- | ------------------ | ---------------------------------------- |
| 1   | コンバットライブス                                        | 1992年12月23日 1993年3月 | スーパーファミコン                  | テクノスジャパン ギブロ | テクノスジャパン       | 12メガビットロムカセット                       | SHVC-CR SNS-CR-USA |                                          |
| 2   | The Combatribes                                           | 2009年11月30日           | Wii                                 | テクノスジャパン        | Aksys Games            | ダウンロード （バーチャルコンソール）          | T-13043 T-13016    | スーパーファミコン版の移植               |
| 3   | コンバットライブス                                        | 2011年5月17日            | Windows                             | テクノスジャパン        | ミリオン               | ダウンロード （プロジェクトEGG）               | -                  | スーパーファミコン版の移植               |
| 4   | Retro-bit GENERATIONS3                                    | 2017年12月               | -                                   | -                       | retro-bit              | 内蔵ゲーム                                     | -                  | アーケード版の移植                       |
| 5   | テクノス ザ・ワールド くにおくん & アーケードコレクション | INT 2025年4月24日        | PlayStation 5 Nintendo Switch Steam | -                       | アークシステムワークス | ダウンロード Switch専用ゲームカード UHD BD-ROM | -                  | アーケード版とスーパーファミコン版を収録 |

### スーパーファミコン版
1992年にはスーパーファミコンに移植されたが、こちらはロムの容量が12メガと少なくなったので演出面やアクションやステージ構成などで幾つか省略されている所がある他、2人同時プレイまでしかできない。その一方で、アーケード版には存在しなかった対戦モードや、ボス格の敵との会話も追加された。
システム周りも改善されており、場面が切り替わると体力が全回復したり、最終ボス以外のボスキャラクターには連続攻撃がきちんと入るようになったのが大きく、アーケードでは極めて辛いキャラクターだったブローヴァでもかなり戦えるようになっている。
アメリカで配信されているバーチャルコンソール版では「Ground Zero」が「Guilty Zero」と修正されている。2001年に起きたアメリカ同時多発テロ事件への配慮ともとれる。
SFC版の対戦モードでは以下の3つのステージが登場する。
工場
- 一定間隔で手前と奥が炎に包まれる工場内部のステージ。その炎を食らうとダウンしてしまう。

遺跡
- 断崖絶壁にそびえる遺跡のステージ。両脇は絶壁になっており、落ちればそのまま敗北となる。また、両サイドにある顔のオブジェは炎を吹き出す。

下水道
- 薄暗い下水道のステージ。左から右方向へ水が流れており、放っておくと徐々に流されてしまう。また、ラインは1本しかないため、縦の移動ができない。

## 開発
本作のアーケード版は、アーケード版『ダブルドラゴン』開発チームを中心に開発がすすめられた。
1990年稼働開始のアーケード版のディレクターは谷本敦と富山徳之が共同で担当。アーケード版のメインキャラクターデザイナーは『ダブルドラゴン』のメインキャラクターデザイナーだった緒方孝治が、メインプログラマーは『ダブルドラゴン』にも関わった西村成孝が、音楽は『ダブルドラゴン』のBGMを手がけた山根一央が担当している。
1992年発売のスーパーファミコン版については、アーケード版のディレクターだった富山徳之がプロデューサーを担当。ディレクターは『熱血硬派くにおくん』や『ダブルドラゴン』をディレクションした岸本良久が、メインプログラマーは、アーケード版のサウンドプログラマーだった平沢道也が担当。また、スペシャルサンクスには『ダウンタウン熱血物語』（1989年）シリーズの吉田晄浩や関本弘之らの名前もある。

## 音楽
サウンドトラック　「ダブルドラゴン3」「ザ・コンバットライブス」
キャニオンレコードより1991年6月21日発売。同じくテクノスジャパンのアクションゲーム『ダブルドラゴン3』とのカップリング。両作品の全楽曲に加え、双方から一曲ずつ、アレンジバージョンが収録されている。現在は絶版となっている。
収録曲（『コンバットライブス』のみ）
1. ザ・ファイナルバトル（アレンジバージョン）
2. タイトルロール～ザ・モーターサイクル・ニュークリア・ウォーヘッド（ステージ1）～3×4　ファットマン（ボス1）～ゴー・トゥ・ネクスト・アクト（ステージクリア）
3. アミューズメントパーク・ナイトメア（ステージ2）～ペルシャン・ウォーロード（ボス2）
4. ザ・スラッシュ・スケート・スクリーマーズ（ステージ3）～デストロイ・オーバードライブ（ボス3）
5. ブレイズ・オブ・S.O.D.（ステージ4）～ウォーペイント（ボス4）
6. ザ・スローター・トゥループス（ステージ5）～スワスティカ・イズ・サイボーグ（ボス5）
7. ザ・ファイナルバトル（マーサ・スプラッターヘッド）（ステージ6）
8. エンディング（アウト・オブ・サムウェア）～スタッフロール（レスト・イン・ピース）
9. プレイバージョン

## スタッフ
アーケード版
- ソフトウェア：西村成孝、T.SAITO、かなくぼいさむ
- ハードウェア：にしかわけんじ
- キャラクター・デザイン：緒方孝治、H.SHIBATA、あんどうつとむ、おおすみとしゆき
- 背景デザイン：斉藤伸一、かたぎりまさみち、いずみやたけひさ、H.SAKAMOTO
- 音楽：山根一央
- 効果音：森賢一
- 音楽ソフトウェア：平沢道也
- ディレクター：谷本敦、富山徳之

スーパーファミコン版
- ディレクター：岸本良久
- ストーリー：谷本敦
- ソフトウェア：平沢道也、S.MINAYOSHI
- キャラクター・デザイン：S.INOUE、七條たかし、あんどうつとむ
- 背景デザイン：A.HIRASAWA、藤岡英俊、若月康雄
- 音楽：山根一央
- サウンド：佐々木筑柴、平沢道也
- 効果音：森賢一
- プロダクション・デザイナー：向井久美子、あんどうつとむ
- プロデューサー：富山徳之

## 評価
アーケード版
ゲーム誌『ゲーメスト』の企画「第4回ゲーメスト大賞」（1990年度）において、年間ヒットゲーム44位を獲得した。
スーパーファミコン版
ゲーム誌『ファミコン通信』の「クロスレビュー」では、6・4・5・5の合計20点（満40点）、『ファミリーコンピュータMagazine』の読者投票による「ゲーム通信簿」での評価は以下の通り21.57点（満30点）となっている。この得点はスーパーファミコン全ソフトの中で131位（323本中、1993年時点）となっている。
| 項目 | キャラクタ | 音楽 | 操作性 | 熱中度 | お買得度 | オリジナリティ | 総合  |
| 得点 | 3.76       | 3.59 | 3.45   | 3.78   | 3.55     | 3.45           | 21.57 |

ゲーム誌『Theスーパーファミコン』の「ザ・テストプレイ」では総合評価58点（100点満点、各種ポイントの評価は以下の通り）。レビュアーの折原光治は「見た目の雰囲気はくにおくんのようだがあまりまとまっておらず操作感も今一つしっくりこない」、「アクションは多彩だが使い分けないと進むのが辛い」、「難易度がアンバランスでグラフィックなどは悪くないがもうひと工夫ほしかった」とグラフィックに関しては肯定的だが操作性や難易度に関して否定的であり、ホンダべるのは「ダブルドラゴンタイプのメーカーらしい格闘アクションでずいぶん明るい出来で連打だけで大技を繰り出したり2P同時プレイ可能など同メーカーの良点が備わっている」、「だがステージが短すぎて移動速度が遅くジャンプ不可でテンポがよくない、敵との間合いがうまくはかれないことがよくありはかれたと思ったらちょうど敵に攻撃されるのはイライラする」とゲームデザインに関しては肯定的だがゲーム性に関して否定的であり、岩・固哉治郎は「アメコミ風の独特のグラフィックは好みが分かれるが簡単操作で技を繰り出せ誰でも遊べる」、「対戦モードやパスワード入力で敵キャラを操作できるようになるSFCオリジナル要素は気合いを感じられる出来でファンには嬉しいが、爽快感に今一つ欠ける」と操作性やオリジナル要素に関して肯定的だがゲーム性に関して否定的な評価を下している。
| 項目   | グラフィックス | サウンド | ハマリ度 | ゲームバランス | お買い得度 |
| スコア | ★★★            | ★★★      | ★★       | ★★★★           | ★★★        |